# Albrecht von Roon
Albrecht Theodor Emil Graf von Roon (Pleushagen, 1803. április 30. – Berlin, 1879. február 23.) porosz katona és államférfi. 1859-től 1873-ig hadügyminiszterként – Otto von Bismarck és Helmuth von Moltke mellett – meghatározó személy volt a Porosz Királyság kormányában az 1860-as évtizedben, amikor a Dánia, Ausztria és Franciaország elleni sikeres porosz háborúk sorozata Németország egyesüléséhez vezetett. A monarchia konzervatív és reakciós támogatójaként lelkes modernizáló volt, aki azon dolgozott, hogy növelje a hadsereg hatékonyságát.

## Iskolái
Roon Pleushagenben, Kolberghez közel, Pomeraniában született, miután flamand származású családja ott telepedett le. Apja, a porosz hadsereg tisztje, szegénységben halt meg a francia megszállás során (lásd Napóleoni háborúk), és a fiatal Roont anyai nagyanyja nevelte fel a felszabadító háborúban feldúlt országban.
Roon Chelmónál lépett be a kadéthadtestbe, 1816-ban, ahonnan a katonai középiskolába Berlinbe 1818-ban ment, majd 1821 januárjában a Stargardnál, Pomeraniában állomásozó 14. ezred tisztjévé avatták. 1824-ben hároméves felsőfokú iskolát végzett el a Porosz Katonai Akadémián. Két évvel később áthelyezték a 15. ezredhez, Mindenbe.

## Tudományos tevékenysége

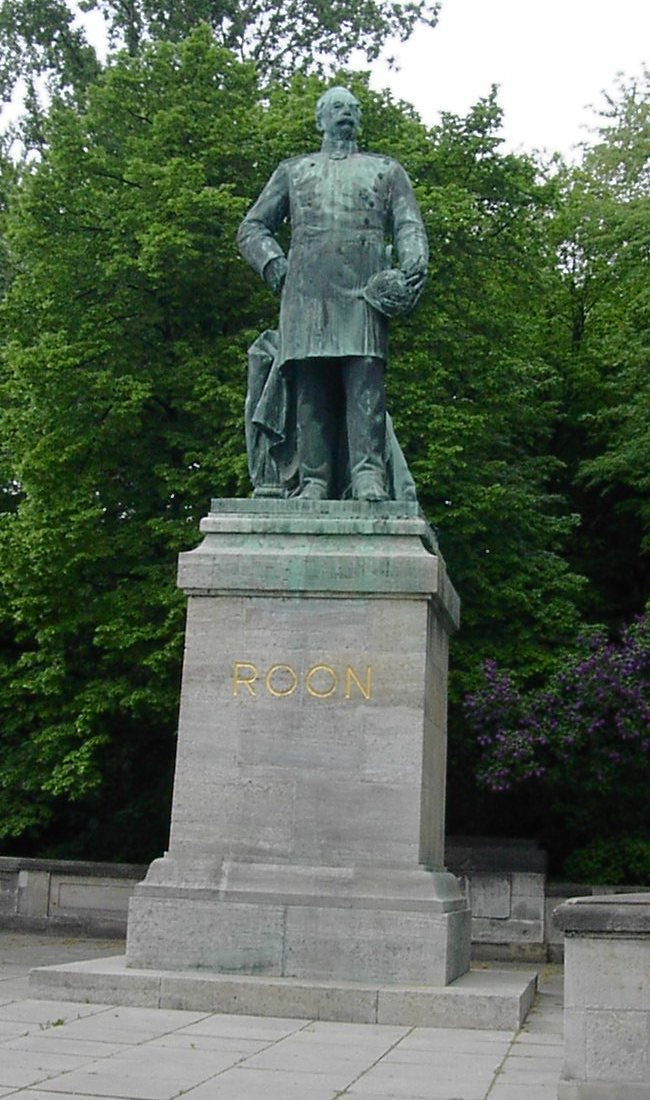
Albrecht von Roon szobra, Tiergarten, Berlin

1826-ban kinevezték oktatónak a berlini katonai kadétiskolába, ahol különösen nagy figyelmet szentelt a katonai földrajz tárgyának. A neves földrajztudós, Carl Ritter is tanított, aki ott tanított. 1832-ben Roon kiadta a jól ismert Fizikai, Nemzeti és Politikai Földrajz Alapjait, három kötetben (Grundzüge der Erd-, Völker- und Staatenkunde), ami hatalmas népszerűséget hozott a számára és, amit 40 000 példányban adtak el néhány év alatt. Ezt a művet követte 1834-ben a Földrajz Elemei (Anfangsgrunde der Erdkunde), 1837-ben a Európa Harcászati Földrajza (Militärische Landerbeschreibung von Europa) és 1839-ben az Ibériai Félsziget (Die Iberische Halbinsel).

## Korai katonai karrierje
1832-ben Roon újból csatlakozott az ezredéhez és később hozzárendelték Karl von Müffling tábornok megfigyelő hadtestének főhadiszállásához Krefeldnél, ahol először szerzett tudomást a porosz hadsereg reménytelen állapotáról. 1833-ban a Topográfiai Hivatalhoz Berlinbe vezényelték. 1835-ben belépett a vezérkarba, és ugyanebben az évben századossá léptették elő, egyúttal a berlini katonai akadémia oktatója és felügyelője lett. 1842-ben a túlhajszoltság által okozott kétévnyi betegség után, őrnaggyá léptették elő. és a VII. Hadtest állományához csatolták, amely tisztségben újra megdöbbentette a hadsereg elégtelen szervezettsége, és annak megreformálásán kezdett dolgozni. 1844-ben Frigyes Károly porosz herceg magántanáraként elkísérte őt a Bonni Egyetemre, és európai utazásaira. 1848-ban kinevezték a VIII. Hadtest főtisztjévé, Koblenzbe. Az év zavargásai és a felkelés elnyomása alatt Vilmos herceg (a későbbi király és császár) alatt szolgált, és kitüntette magát energiája és bátorsága által. Megkapta a Vörös Sas-rend harmadik fokozatát szolgálatai elismeréseként. Mialatt a hercegi vezérkarban szolgált, elmélyült a katonai reformok terveinek a témájában. 1850-ben, a megalázó olmützi alkotmányhoz vezető hibás és elégtelen katonai szervezet leleplezése után, Roont alezredessé és 1851-ben ezredessé léptették elő.

## Hadseregreformjai
Az 1856-ban dandártábornokká és 1859-ben altábornaggyá kinevezett Roon számos tisztséget töltött be 1850 óta, fontos küldetések résztvevőjeként. Vilmos herceg 1858 lett kormányzó és 1859-ben Roont kinevezte egy bizottság tagjává, hogy jelentéseket készítsen a sereg újraszervezéséről. Az osztrák-szárd háború során Roont egy hadosztály mozgósításával bíztak meg. 1859 végén annak ellenére, hogy még nem ő volt rangidős altábornagy a seregben, ő követte Eduard von Bonint mint hadügyminiszter. 1861 a haditengerészeti minisztériumot is rábízták. Edwin von Manteuffel és az új porosz állományfőnök, Helmuth von Moltke által támogatva, Roon terveket készített, hogy adoptálja Gerhard von Scharnhorst rendszerét Poroszország megváltozott körülményeihez. Scharnhorst kezdeményezte az általános katonai szolgálat megemelését három évre, új ezredek felállításával, és csökkentette a tartalékhadsereg (Landwehr) szerepét, akiknek a szerepét a Felszabadítási Háborúban (1813) még mindig ünnepelték a nacionalista mítoszokban.
Roon, ezzel ellentétben úgy hitte, hogy a Landwehr szerepe egy mind politikailag, mind katonailag hamis, korlátolt hasznosságú és harcászati értékeket nélkülöző intézmény volt. Roon javaslatai a hadsereg újraszervezésére erős ellenállásba ütköztek a porosz Landtag részéről, amit a liberális Német Haladás Párt dominált, amely parlamentáris irányítást akart a katonai költségvetés felett. Többéves politikai csatározás és az új miniszterelnök Otto von Bismarck erős támogatása kellett ahhoz, hogy Roon brillírozhasson.

## A nemzeti hős

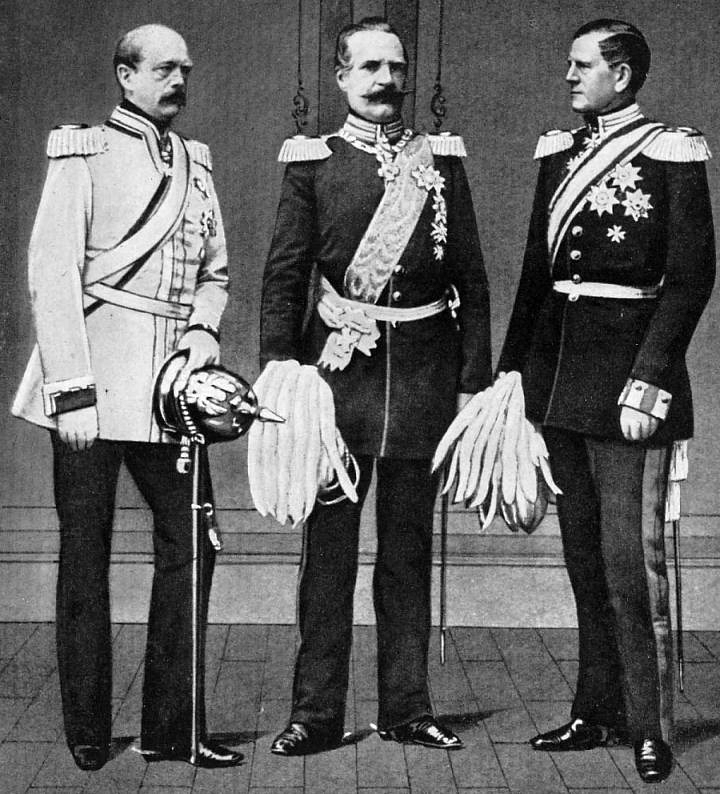
Roon középen, Otto von Bismarckkal (bal oldalon) és Helmuth von Moltkével (jobb oldalon). Poroszország három vezetője az 1860-as években

Az 1864-es porosz–osztrák–dán háború sikeres kimenetele után, Roon a Poroszországban leggyűlöltebb emberből az ország legnépszerűbb emberévé vált.
Az osztrák-porosz háború kezdetén kinevezték a gyalogság tábornokává. Ott volt a döntő königgrätzi győzelemnél, Moltke parancsnoksága alatt. Megkapta a Fekete Sas érdemrendet Nikolsburgnál, útban Bécs felé. A harcászati rendszerét 1866 után átvette az egész Északnémet Szövetség, s a későbbiekben lemásolta az egész kontinentális Európa.
A porosz–francia háború során 1870-71-ben, Roon kiszolgálta az (akkori) királyt, Vilmos királyt. A háború hatalmas siker volt Poroszország számára, amihez Roon hozzájárulása tekintélyes volt. Gróffá emelték 1871. január 19-én, pontosan Moltke után. 1873 januárjában ő követte Bismarckot (aki birodalmi kancellár lett) mint a Porosz Királyság miniszterelnöke. Rossz egészségi állapota arra kényszerítette, hogy lemondjon még abban az évben, visszaadva az állást Bismarcknak. Roont tábornaggyá nevezték ki 1873. január elsején.
Berlinben hunyt el, 1879. február 23-án. A Roon család kriptájában temették el Schloss Krobnitznél, Görlitztől nyugatra.

## Művei
- Grundzüge der Erd-, Völker- und Staatenkunde. 1832: 2 kötet, 1839–1844: 3 kötetre bővítve
- Die Anfangsgründe der Erd-, Völker- und Staatenkunde. Berlin, 1834
- Militärische Länderbeschreibung von Europa. Berlin, 1837
- Die iberische Halbinsel, 1837
- Das Kriegstheater zwischen Ebro und Pyrenäen. Berlin, 1839

## Emlékezete
Az 1906-ban elkészült SMS Roon páncélos cirkálót róla nevezték el.

## Bibliográfia
A fia adta ki a „Denkwürdigkeiten aus dem Leben des Generalfeldmarschalls Kriegsministers Grafen Roon”-t (Élmények Roon gróf, tábornagy és hadügyminiszter életéből) két kötetben, 1892-ben és a „Kriegsminister von Roon als Redner politisch und militärisch erläutert”–t (Roon hadügyminiszter politikai és katonai beszédei kielemezve), 1895-ben. A levelezései Professor Cl. Perthes barátjával, 1864–67 között szintén kiadták Breslauban, 1895-ben.